# Wimbledon 2016 (turniej legend seniorów)
Wimbledon 2016 – turniej legend seniorów – zawody deblowe legend seniorów, rozgrywane w ramach trzeciego w sezonie wielkoszlemowego turnieju tenisowego, Wimbledonu. Zmagania miały miejsce pomiędzy 5 a 10 lipca na trawiastych kortach All England Lawn Tennis and Croquet Club w London Borough of Merton – dzielnicy brytyjskiego Londynu.

## Drabinka

#### Klucz
- w/o – walkower
- k – krecz
- d – dyskwalifikacja
- Q – kwalifikant
- WC – dzika karta
- LL – szczęśliwy przegrany
- Alt – zawodnik zastępczy
- PR – ochrona rankingu
- SE – specjalna przepustka
- ITF – ranking ITF
- JE – ranking juniorski

### Faza finałowa
|  |       |                                |   |   |  |
|  | Finał |                                |   |   |  |
|  |       |                                |   |   |  |
|  |       |                                |   |   |  |
|  |       |                                |   |   |  |
|  | A4    | Todd Woodbridge Mark Woodforde | 6 | 7 |  |
|  | A4    | Todd Woodbridge Mark Woodforde | 6 | 7 |  |
|  | B1    | Jacco Eltingh Paul Haarhuis    | 2 | 5 |  |
|  | B1    | Jacco Eltingh Paul Haarhuis    | 2 | 5 |  |
|  |       |                                |   |   |  |

### Faza początkowa

#### Grupa A
|    |                                | Mansur Bahrami Patrick McEnroe | Jeremy Bates Anders Järryd | Rick Leach Cédric Pioline | Todd Woodbridge Mark Woodforde | Mecze W–L | Sety W–L | Gemy W–L | Miejsce |
| A1 | Mansur Bahrami Patrick McEnroe |                                | 3:6, 3:6 (5 lipca)         | 6:4, 6:3 (7 lipca)        | 7:5, 2:6, 7–10 (9 lipca)       | 1–2       | 3–4      | 27–31    | 2.      |
| A2 | Jeremy Bates Anders Järryd     | 6:3, 6:3 (5 lipca)             |                            | 5:7, 4:6 (6 lipca)        | 3:6, 2:6 (8 lipca)             | 1–2       | 2–4      | 26–31    | 3.      |
| A3 | Rick Leach Cédric Pioline      | 4:6, 3:6 (7 lipca)             | 7:5, 6:4 (6 lipca)         |                           | 4:6, 2:6 (5 lipca)             | 1–2       | 2–4      | 26–33    | 4.      |
| A4 | Todd Woodbridge Mark Woodforde | 5:7, 6:2, 10–7 (9 lipca)       | 6:3, 6:2 (8 lipca)         | 6:4, 6:2 (5 lipca)        |                                | 3–0       | 6–1      | 36–20    | 1.      |

#### Grupa B
|    |                              | Jacco Eltingh Paul Haarhuis | Sergio Casal Emilio Sánchez | Henri Leconte Jeff Tarango | Mark Petchey Chris Wilkinson | Mecze W–L | Sety W–L | Gemy W–L | Miejsce |
| B1 | Jacco Eltingh Paul Haarhuis  |                             | 6:3, 6:4 (6 lipca)          | 6:3, 7:5 (5 lipca)         | 7:6(2), 6:3 (9 lipca)        | 3–0       | 6–0      | 38–24    | 1.      |
| B2 | Sergio Casal Emilio Sánchez  | 3:6, 4:6 (6 lipca)          |                             | 2:6, 4:6 (8 lipca)         | 5:7, 2:6 (5 lipca)           | 0–3       | 0–6      | 20–37    | 4.      |
| B3 | Henri Leconte Jeff Tarango   | 3:6, 5:7 (5 lipca)          | 6:2, 6:4 (8 lipca)          |                            | 3:6, 3:6 (7 lipca)           | 1–2       | 2–4      | 26–31    | 3.      |
| B4 | Mark Petchey Chris Wilkinson | 6:7(2), 3:6 (9 lipca)       | 7:5, 6:2 (5 lipca)          | 6:3, 6:3 (7 lipca)         |                              | 2–1       | 4–2      | 34–26    | 2.      |

## Pula nagród
| Runda                    | Pieniądze (£) |
| Zwycięzcy                | 22 000        |
| Finaliści                | 19 000        |
| Drugie miejsce w grupie  | 16 000        |
| Trzecie miejsce w grupie | 16 000        |
| Czwarte miejsce w grupie | 16 000        |